# Francisco de Paula Secada
Francisco de Paula Secada Benavides (Tarma, 1819 – Lima, 26 de agosto de 1896), fue un militar y político peruano. Coronel del Ejército Peruano, luchó en la guerra del Pacífico, especialmente en la Campaña de la Breña a órdenes del general Andrés A. Cáceres, hasta la batalla de Huamachuco (1883). Fue también diputado constituyente por Yauyos (1860),  ministro de Gobierno, Policía y Obras Públicas (1869-1870), senador por Junín y Cajamarca (1876-1879), alcalde de Lima (1879), diputado constituyente por Bajo Amazonas (1881), y ministro de Guerra (1890).

## Biografía
Empezó su carrera política como diputado por Yauyos en el congreso ordinario de 1860 convocado por el presidente Ramón Castilla, congreso que se arrogó la facultad de Constituyente y dio la Constitución de 1860, la que mayor longevidad ha tenido en la historia republicana del Perú (60 años).
Al iniciarse el gobierno del coronel José Balta se desempeñaba como prefecto del recién fundado departamento de Loreto, hasta que fue convocado para ocupar un cargo ministerial. Ello ocurrió al reorganizarse el gabinete presidido por Juan Francisco Balta, siendo nombrado ministro de Gobierno, Policía y Obras Públicas el 26 de octubre de 1869. En dicho portafolio le competía todo lo relacionado con el fomento de obras públicas, los ferrocarriles, las irrigaciones, así como lo referente al orden interno y la mejora de la policía. Luego de desempeñar una aceptable labor, renunció el 25 de junio de 1870, aduciendo su mal estado de salud.
Fue elegido senador por el departamento de Junín  en 1872 y 1874 durante el gobierno de Manuel Pardo. En 1876 fue elegido senador por Cajamarca y en 1878 nuevamente por el departamento de Junín.
Posteriormente fue alcalde de Lima, de 8 de enero a 8 de marzo de 1879, en que, practicadas las correspondientes elecciones por el Colegio Electoral y renovada la mitad del personal del Concejo, este eligió como alcalde al contralmirante Lizardo Montero.
Durante la guerra con Chile, participó en la defensa de Lima y luego se unió a las fuerzas que el general Andrés A. Cáceres levantó en la sierra central del Perú, iniciando así la resistencia contra el invasor. En 1881 formó parte de la Asamblea Nacional de Ayacucho convocado por Nicolás de Piérola luego de la Ocupación de Lima durante la Guerra del Pacífico. Este congreso aceptó la renuncia de Piérola al cargo de Dictador que había tomado en 1879 y lo nombró presidente provisorio. Sin embargo, el desarrollo de la guerra generó la pérdida de poder de Piérola por lo que este congreso no tuvo mayor relevancia. Fue nombrado comandante en jefe del llamado Ejército del Centro e intervino en el segundo combate de Pucara y el combate de Marcavalle, librados el 9 de julio de 1882, que, junto con el combate de Concepción, conforman el triple triunfo peruano de Pucará-Marcavalle-Concepción, tras el cual el departamento de Junín quedó libre de invasores.
Posteriormente Secada siguió a Cáceres en la movilización hacia el norte, donde se unieron al llamado Destacamento del Norte comandado por el coronel Isaac Recavarren. A lo largo de esta larga y penosa campaña no hubo una buena armonía entre Secada y Recavarren, al parecer por los deseos de emulación en el mando. Así se llegó hasta el 10 de julio de 1883, cuando se enfrentaron a la división chilena del coronel Alejandro Gorostiaga en la batalla de Huamachuco. Secada emplazó la artillería en el morro de Santa Bárbara, desde donde disparó con efectividad hacia las posiciones chilenas situadas en el cerro Sazón. Luego de dominar la planicie que separaba a ambas posiciones, los peruanos, con “harta bisoñada”, como la calificó el mismo Secada, se lanzaron sobre las posiciones atrincheradas del enemigo, justo cuando ya se les acababan las municiones. Los chilenos abandonaron entonces sus defensas y contraatacaron a bayoneta; la caballería chilena desbarató también el intento de los peruanos de bajar la artillería a la llanura. Tras recia y sangrienta pelea, los chilenos lograron el triunfo.
Luego del desastre de Huamachuco, Secada se trasladó a Huaraz, junto con Cáceres y lo que quedaba de su escolta. Allí Secada publicó en La Autonomía de Áncash (27 de julio de 1883) una crítica violenta contra varios de sus compañeros de armas, ensañándose especialmente con Recavarren y no escatimando críticas hacia el mismo Cáceres, a quien reprochaba las largas marchas que mermaron el ejército, el atraso del transporte de los pertrechos y la orden de bajar a la planicie la artillería en plena batalla. Dicho manifiesto fue reproducido en La Tribuna de Lima, en septiembre de 1883. Secada redactó también el parte de la batalla.
No obstante, Secada siempre mantuvo relaciones cordiales con el héroe de la resistencia nacional, que poco después llegó a ser presidente constitucional de la República. En las postrimerías de su primer gobierno, Cáceres lo nombró ministro de Guerra y Marina, cargo que desempeñó del 11 de febrero al 10 de agosto de 1890.